# ZX8302
El ZX8302 fue un circuito integrado UAL diseñado para el ordenador Sinclair QL. Era conocido como el chip de los periféricos que integraba la interfaz la CPU a la unidad Microdrive, interfaz para red de área local Qlan, puertos RS-232 (símplex), un reloj, la interfaz de teclado, el control del altavoz interno, el joystick y el control de interrupción. Constituía el IC23 de la placa base del QL.
- Datos: Q9097384